# Mykorrhiza-netværk
Mykorrhiza-netværk eller MYK-netværk (på engelsk også kendt som CMN, forkortelse for common mycorrhizal networks) er underjordiske hyfenetværk lavet af mykorrhizadannende svampe, som forbinder individuelle planter, og som overfører vand, kulstof, nitrogen og andre næringsstoffer og mineraler mellem deltagerne. Dannelsen af disse netværk er kontekst-afhængig, og påvirkes af faktorer såsom frugtbarhed, resursetilgængelighed, de indgående symbiotiske arter og årstidsvariationer.
De mange roller som mykorrhizanetværk ser ud til at spille i skovområder, analogt med Internettets funktion i det moderne menneskesamfund, har givet mykorrhiza-netværket øgenavnet: Wood Wide Web.